# Rochdi Belgasmi
Rochdi Belgasmi, né le 22 janvier 1987 à M'saken, est un danseur et chorégraphe tunisien, chercheur en esthétiques et pratiques des arts.

## Biographie
Originaire de Haïdra, Rochdi Belgasmi naît et grandit à M'saken, où il commence à danser à dix ans.
Installé à Tunis en 2007, il obtient en 2010 un diplôme national en théâtre et arts de la scène à l'Institut supérieur d'art dramatique de Tunis[réf. nécessaire]. La révolution de 2011 marque un tournant pour lui puisqu'il met en scène son premier spectacle en tant que chorégraphe, Transe, corps hanté.
Cependant, il est aussi victime de harcèlement et de menaces de mort, notamment lors d'une représentation au Kef en 2013, à Chebba en 2017 et à M'saken en 2024.
En 2022, il obtient un master de recherche en arts visuels de l'Institut supérieur des beaux-arts de Sousse (ar), où il mène aussi des recherches doctorales en esthétiques et pratiques des arts[réf. nécessaire].

## Créations
Rochdi Belgasmi est à l'origine de diverses créations de danse contemporaine :
- Métamorphoses vivantes, 2010 ;
- Transe, corps hanté, 2011[5] ;
- Zoufri, 2013[6],[7] ;
- Et si vous désobéissiez… (Wa Idha Aassaytom…), 2015[8],[9] ;
- Ouled Jellaba, 2016[10],[11], lauréat du prix international Olfa-Rambourg pour l'art et la culture[12] ;
- Arous Oueslat, 2017[13] pour Dream City[14] ;
- Lamboubet, 2018[15] ;
- El Kobbania, 2019[16] ;
- Chghol, 2022[17].

## Performances
Il a réalisé des performances :
- Boutilus, paralysie de sommeil et d'ailleurs, chorégraphie de Belgasmi, sur une création de l'artiste plasticienne Nadine Lahoz-Quilez, 2015 ;
- Memorium… quand le corps se fait amnésique, création de Belgasmi, Design Lab et Ahmed Benjemy, 2015 ;
- Festus, création de Belgasmi, Kollab et Khalil Hentati, 2016.

## Chorégraphies
Il a également chorégraphié les spectacles de théâtre suivants :
- Lavage à sec, spectacle de Moez Toumi, 2012 ;
- Tawassine, spectacle de Hafedh Khalifa (co-chorégraphie), 2012 ;
- Nostoi, direction artistique d'Anouar Chaafi, 2013 ;
- Striptease, spectacle de Moez Mrabet, 2013 ;
- El Mansia, spectacle de Lassaâd Ben Abdallah, 2014 ;
- Glaise, spectacle de Habiba Jendoubi, 2015 ;
- El Zaglama, spectacle de Lassaâd Ben Abdallah, 2015 ;
- Air braisé, spectacle de Lotfi Akermi, 2015 ;
- Join the Revolution, spectacle de Chokri Ben Chikha (Action Zou Humain) avec un extrait de son solo Wa Idha Aassaytom…, 2015 ;
- Habouba chante et danse, un spectacle de Samir Agerbi, 2017.

## Interprétations
Il a par ailleurs dansé dans divers spectacles :
- Mon corps est mon pays, spectacle de Hafiz Dhaou et Aïcha M'barek, 2009 ;
- Nouveau matin, spectacle de Hatem Debel, 2009 ;
- Chattah, spectacle de Hafedh Zellit, 2011 ;
- Khira wu Rochdi, spectacle de Malek Sebaï, 2012 ;
- En toute dignité, spectacle d'Émilie Malosse et Karim Troussi, 2014.

## Cinéma
Il apparaît enfin dans divers films :
- Juste un film, film de Manel Mabrouk, 2013 ;
- Saïda Mannoubia et l'islam soufi, film d'Emna Ben Miled et Samed Hajji, 2015 ;
- L'Amour des hommes, film de Mehdi Ben Attia, 2017 ;
- Soufisme, film de Younes Ben Hajria, 2018.

## Vidéos
- 2017 : apparition dans le clip Yamma Lasmer Douni d'Asma Othmani, réalisé par Zied Litayem ;
- 2019 : apparition dans le clip Goulouli Winha de Zaza Show, réalisé par Abdelaziz Dziri.